# Municipio de Eldred (condado de Jefferson)
El municipio de Eldred (en inglés: Eldred Township) es un municipio ubicado en el condado de Jefferson en el estado estadounidense de Pensilvania. En el año 2000 tenía una población de 1.277 habitantes y una densidad poblacional de 10.6 personas por km².

## Geografía
El municipio de Eldred se encuentra ubicado en las coordenadas 41°16′00″N 79°04′59″O / 41.26667, -79.08306.

## Demografía
Según la Oficina del Censo en 2000 los ingresos medios por hogar en la localidad eran de $36,205 y los ingresos medios por familia eran de $38,945. Los hombres tenían unos ingresos medios de $30,809 frente a los $21,976 para las mujeres. La renta per cápita de la localidad era de $17,596. Alrededor del 8,1% de la población estaba por debajo del umbral de pobreza.